# 15 cm schweres Infanteriegeschütz 33
A 15 cm schweres Infanteriegeschütz 33 (rövidítve 15 cm s. I.G. 33 vagy 15 cm s IG 33, magyarul 15 cm-es nehéz gyalogsági löveg 33) egy szabványos német nehéz gyalogsági löveg volt, amit a második világháború alatt használtak. A korai gyártmányok lóvontatásúak voltak fa kerekekkel. A későbbiek préselt lemezből készült kerekekkel készültek, ezeken már gumiabroncs és légfék is volt a járművel történő vontatást lehetővé téve. A s IG 33 valamivel nehezebb volt a feladatköréhez viszonyítva, ezért újratervezték az 1930-as évek végén. A löveget könnyebb ötvözetből készítették, így csökkent a tömege. Ennek következtében nagyjából 150 kilogrammal lett könnyebb, de a háború kitörése miatt visszatértek az eredeti tervezethez, mivel a Luftwaffe elsőbbséget élvezett a könnyebb ötvözet felhasználásában. Emiatt mindössze néhány száz készült a módosított változatból. Egy új futóművet is készítettek az új ötvözetből, amit 1939 körül teszteltek le, de végül nem rendszeresítették.

## Lőszer

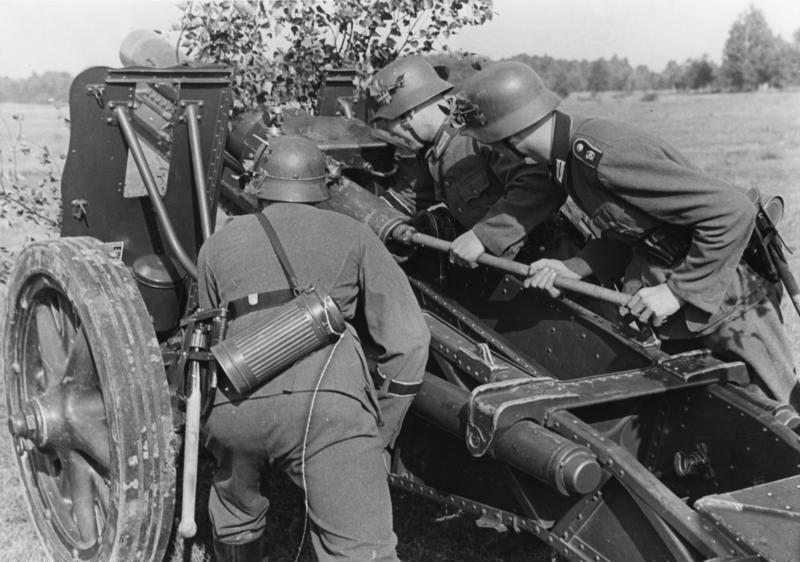
Tüzérek egy sIG 33-as betöltése közben (Grossdeutschland Hadosztály)

A legtöbb lövedék, amit a sIG 33-hoz használtak egyszerű tervezésűek voltak, kivéve a Stielgranate 42, ami alapjaiban különbözött a többi lövedéktől. Ezt a típust nem páncéloselhárításra tervezték, sokkal inkább erődítmények lerombolására, szögesdrót akadályok és aknamezők felszámolására.
| Töltet          | Típus   | Súly    | Robbanótöltet |
| I Gr 33         | HE      | 38 kg   | 8,3 kg amatol |
| I Gr 38 Nb      | Füst    | 40 kg   | óleum/habkő   |
| I Gr 39 Hl/A    | Repesz  | 25,5 kg | ciklonit/TNT  |
| Stielgranate 42 | Romboló | 90 kg   | 27 kg amatol  |

## Alkalmazása harcjárművekben
A páncélozott gyalogság közvetlen tűztámogatása céljából a 150 mm-es, L/12 űrmérethosszú s. I.G. 33 löveget építették a Panzer I Ausf. B alvázára. Ez lett a legelterjedtebb is a háború első felében. Az így létre hozott önjáró lövésztámogató löveg követni tudta a lövészcsapatokat az ütközetekben.
A német Wehrmacht gyorsan mozgó, gépesített alakulatok áttörésére épülő stratégiája szükségessé tette egy olyan harcjármű megalkotását, amely lépést tudott tartani a gépesített gyalogsággal, tűztámogatást biztosítva azok harcához. A rögtönzés eredményeként született s. I.G. 33-as löveggel felszerelt harcjárművet, a köznyelvben szintén „sIG 33”-ként emlegették, azonban hivatalos megnevezése az alváztól függően s. I.G. 33 I (Sf), s. I.G. 33 II (Sf) vagy Sf 38(t) ausf K „Bison”/„Grille” volt (az Sf a német Selbstfahrlafette, azaz „önjáró löveg” kifejezésre utal). A rögtönzött harcjármű sikere inspirálta a későbbi Sturminfanteriegeschütz 33 B, illetve a kiforrottabb Wespe és Hummel harcjáművek kifejlesztését, amelyek beépített lövege azonban már nem a s. I.G. 33 volt.
A s. I.G. 33 önjáró lövegekkel a 701–706. nehéz lövésztámogató tüzérütegeket szerelték fel, melyeket a hat páncéloshadosztály között osztottak el a Hollandia és Franciaország elleni hadjárat idején 1940 májusában és júniusában. Habár a magas, nyitott felépítmény elég sebezhetőnek bizonyult, a csapatparancsnokok nagyra értékelték a lövegek által nyújtott hatékony tűztámogatást, amely gyakran ütközetet eldöntő tényezőnek bizonyult. Bár a korszerűbb típusok érkezése és az elhasználódás miatt a bevethető s. I.G. 33-ak száma gyorsan csökkent, 1943-ban még jó néhány harcolt az 5. páncéloshadosztály kötelékében a keleti fronton.

## Fordítás
- Ez a szócikk részben vagy egészben  a(z)   15 cm sIG 33 című angol Wikipédia-szócikk fordításán alapul.  Az eredeti cikk szerkesztőit annak laptörténete sorolja fel. Ez a jelzés csupán a megfogalmazás eredetét és a szerzői jogokat jelzi, nem szolgál a cikkben szereplő információk forrásmegjelöléseként.